# Hits (Phil Collins)
Hits (stilizzata come ...Hits) è una raccolta del cantante britannico Phil Collins, pubblicato il 5 ottobre 1998 dalla Atlantic Records.

## Descrizione
La raccolta contiene i maggiori successi della discografia solista del cantante che va da Face Value (1981) a Dance into the Light (1996). Appaiono inoltre per la prima volta su un album di Collins i brani Against All Odds (Take a Look at Me Now), Separate Lives, A Groovy Kind of Love e Two Hearts (composti originariamente per le colonne sonore di vari film) e il brano Easy Lover (pubblicato originariamente nell'album Chinese Wall di Philip Bailey). Come brano inedito è invece presente una cover del singolo True Colors di Cyndi Lauper.

## Tracce
1. Another Day in Paradise – 5:22 (Phil Collins) – da ...But Seriously
2. True Colors – 4:34 (Billy Steinberg, Tom Kelly) – Inedito
3. Easy Lover (con Philip Bailey) – 5:02 (Phil Collins, Philip Bailey, Nathan East) – da Chinese Wall
4. You Can't Hurry Love – 2:52 (Holland-Dozier-Holland) – da Hello, I Must Be Going!
5. Two Hearts – 3:24 (Phil Collins, Lamont Dozier) – da Buster
6. I Wish It Would Rain Down – 5:28 (Phil Collins) – da ...But Seriously
7. Against All Odds (Take a Look at Me Now) – 3:25 (Phil Collins) – da Against All Odds
8. Something Happened on the Way to Heaven – 4:51 (Phil Collins, Daryl Stuermer) – da ...But Seriously
9. Separate Lives (con Marilyn Martin) – 4:06 (Stephen Bishop) – da White Knights
10. Both Sides of the Story – 6:37 (Phil Collins) – da Both Sides
11. One More Night – 4:46 (Phil Collins) – da No Jacket Required
12. Sussudio – 4:21 (Phil Collins) – da No Jacket Required
13. Dance into the Light – 4:22 (Phil Collins) – da Dance into the Light
14. A Groovy Kind of Love – 3:29 (Toni Wine, Carole Bayer Sager) – da Buster
15. In the Air Tonight – 5:30 (Phil Collins) – da Face Value
16. Take Me Home – 5:52 (Phil Collins) – da No Jacket Required

## Classifiche

### Classifiche settimanali
| Classifica (1999-12) | Posizione massima |
| -------------------- | ----------------- |
| Australia            | 2                 |
| Austria              | 2                 |
| Belgio (Fiandre)     | 4                 |
| Belgio (Vallonia)    | 1                 |
| Canada               | 1                 |
| Danimarca            | 25                |
| Finlandia            | 1                 |
| Francia              | 101               |
| Germania             | 2                 |
| Irlanda              | 12                |
| Italia               | 63                |
| Norvegia             | 2                 |
| Nuova Zelanda        | 1                 |
| Paesi Bassi          | 1                 |
| Regno Unito          | 1                 |
| Spagna               | 76                |
| Stati Uniti          | 6                 |
| Svezia               | 1                 |
| Svizzera             | 2                 |

### Classifiche di fine anno
| Classifica (1998) | Posizione |
| ----------------- | --------- |
| Australia         | 15        |
| Austria           | 22        |
| Belgio (Fiandre)  | 35        |
| Belgio (Vallonia) | 18        |
| Germania          | 32        |
| Nuova Zelanda     | 33        |
| Paesi Bassi       | 23        |
| Regno Unito       | 14        |
| Classifica (1999) | Posizione |
| Belgio (Fiandre)  | 100       |
| Belgio (Vallonia) | 51        |
| Germania          | 50        |
| Paesi Bassi       | 60        |
| Regno Unito       | 98        |